# Stadion Belite Orli w Plewenie
Stadion Belite Orli – stadion piłkarski w Plewenie, w Bułgarii. Obiekt może pomieścić 10 000 widzów. Swoje spotkania rozgrywają na nim piłkarze klubu Belite Orli Plewen.